# Jamshedpur Football Club 2020-2021
Questa voce raccoglie le informazioni riguardanti il Jamshedpur nelle competizioni ufficiali della stagione 2020-2021.

## Organigramma societario

### Staff tecnico
- Owen Coyle - Allenatore
- Sandy Stewart  - Vice allenatore
- Noel Wilson - Vice allenatore

## Rosa
| N. |                      | Ruolo | Calciatore           |
| -- | -------------------- | ----- | -------------------- |
| 1  | India (bandiera)     | P     | Pawan Kumar          |
| 2  | India (bandiera)     | D     | Boris Singh Thangjam |
| 5  | India (bandiera)     | D     | Narender Gahlot      |
| 6  | Spagna (bandiera)    | C     | Aitor Monroy         |
| 7  | Brasile (bandiera)   | C     | Alex                 |
| 9  | Lituania (bandiera)  | C     | Nerijus Valskis      |
| 10 | Spagna (bandiera)    | A     | David Grande         |
| 11 | India (bandiera)     | A     | Aniket Jadhav        |
| 13 | India (bandiera)     | C     | Isaac Vanmalsawma    |
| 14 | India (bandiera)     | D     | Joyner Lourenco      |
| 15 | India (bandiera)     | C     | Mobashir Rahman      |
| 16 | India (bandiera)     | D     | Ricky Lallawmawma    |
| 17 | India (bandiera)     | A     | Bhupender Singh      |
| 18 | India (bandiera)     | C     | Seiminlen Doungel    |
| 19 | India (bandiera)     | D     | Sandip Mandi         |
| 20 | India (bandiera)     | C     | Billu Teli           |
| 21 | India (bandiera)     | D     | Subhash Barua        |
| 22 | Australia (bandiera) | C     | Nicholas Fitzgerald  |

| N. |                        | Ruolo | Calciatore           |
| -- | ---------------------- | ----- | -------------------- |
| 23 | India (bandiera)       | P     | Niraj Kumar          |
| 24 | India (bandiera)       | C     | Harsha Parui         |
| 25 | India (bandiera)       | P     | Raj Mahato           |
| 26 | India (bandiera)       | D     | Laldinliana Renthlei |
| 27 | India (bandiera)       | D     | Karan Amin           |
| 28 | India (bandiera)       | D     | Manash Protim Gogoi  |
| 29 | Inghilterra (bandiera) | D     | Peter Hartley        |
| 31 | India (bandiera)       | P     | Vishal Yadav         |
| 32 | India (bandiera)       | P     | Rehenesh TP          |
| 33 | India (bandiera)       | D     | Jitendra Singh       |
| 34 | India (bandiera)       | C     | Manisana Singh       |
| 35 | India (bandiera)       | C     | Gaurab               |
| 37 | India (bandiera)       | C     | Gorachand Mamdi      |
| 38 | India (bandiera)       | C     | Sapam Kenedy Singh   |
| 49 | India (bandiera)       | A     | William Lalnunfela   |
| 66 | Nigeria (bandiera)     | D     | Stephen Eze          |
| 77 | India (bandiera)       | A     | Farukh Choudhary     |

## Calciomercato
| Acquisti | Acquisti             | Acquisti           | Acquisti   |
| R.       | Nome                 | da                 | Modalità   |
| -------- | -------------------- | ------------------ | ---------- |
| P        | Pawan Kumar          | NorthEast Utd      | Definitivo |
| P        | Rehenesh TP          | Kerala Blasters    | Definitivo |
| P        | Niraj Kumar          |                    |            |
| P        | Raj Mahato           | Jamshedpur B       | Definitivo |
| P        | Vishal Yadav         | Jamshedpur U18     | Definitivo |
| D        | Laldinliana Renthlei | Chennaiyin         | Definitivo |
| D        | Ricky Lallawmawma    | ATK                | Definitivo |
| D        | Stephen Eze          |                    | Svincolato |
| D        | Peter Hartley        |                    | Svincolato |
| D        | Sandip Mandi         |                    |            |
| D        | Joyner Lourenco      |                    |            |
| D        | Narender Gahlot      |                    |            |
| D        | Subhash Barua        | Jamshedpur U18     | Definitivo |
| D        | Karan Amin           |                    |            |
| D        | Manash Protim Gogoi  | Jamshedpur U18     | Definitivo |
| D        | Jitendra Singh       |                    |            |
| C        | Jackichand Singh     | FC Goa             | Definitivo |
| C        | Aitor Monroy Rueda   |                    |            |
| C        | Nerijus Valskis      | Chennaiyin         | Definitivo |
| C        | Alex                 |                    | Svincolati |
| C        | Nicholas Fitzgerald  | Newcastle Jets     | Definitivo |
| C        | Sapam Kenedy Singh   | Jamshedpur U18     | Definitivo |
| C        | Gorachand Mamdi      | Jamshedpur B       | Definitivo |
| C        | Gaurab               | Jamshedpur U18     | Definitivo |
| C        | Manisana Singh       |                    |            |
| C        | Harsha Parui         | Jamshedpur B       | Definitivo |
| C        | Billu Teli           | Jamshedpur B       | Definitivo |
| C        | Amarjit Singh Kiyam  |                    |            |
| C        | Isaac Vanmalsawma    |                    |            |
| C        | Mobashir Rahman      |                    |            |
| A        | David Grande         |                    |            |
| A        | Bhupender Singh      | Olímpic Xàtiva U19 | Definitivo |
| A        | William Lalnunfela   | Aizawl             | Definitivo |
| A        | Aniket Jadhav        |                    |            |

| Cessioni | Cessioni           | Cessioni          | Cessioni   |
| R.       | Nome               | a                 | Modalità   |
| -------- | ------------------ | ----------------- | ---------- |
| P        | Rafique Ali Sardar | East Bengal       | Definitivo |
| P        | Subrata Pal        | Hyderabad         | Definitivo |
| P        | Amrit Gope         | Jamshedpur B      | Definitivo |
| D        | Keegan Pereira     | East Bengal       | Definitivo |
| D        | Tiri               | ATK               | Definitivo |
| D        | Augustin Fernandes |                   | Svincolato |
| D        | Robin Gurung       |                   | Svincolato |
| C        | Sergio Castel      | Atlético Madrid B | Definitivo |
| C        | Bikash Jairu       | East Bengal       | Definitivo |
| C        | Memo               | Chennaiyin        | Definitivo |
| C        | Noé Acosta         |                   | Svincolato |
| A        | Piti               |                   | Svincolato |
| A        | Farukh Choudhary   | Mumbai City       | Definitivo |
| A        | C.K. Vineeth       | East Bengal       | Definitivo |
| A        | Sumeet Passi       | Punjab FC         | Definitivo |

### Mercato invernale
| Acquisti | Acquisti             | Acquisti        | Acquisti   |
| R.       | Nome                 | da              | Modalità   |
| -------- | -------------------- | --------------- | ---------- |
| D        | Boris Singh Thangjam | ATK Mohun Bagan | Definitivo |
| C        | Seiminlen Doungel    | FC Goa          | Prestito   |
| A        | Farukh Choudhary     | Mumbai City     | Definitivo |

| Cessioni | Cessioni            | Cessioni    | Cessioni   |
| R.       | Nome                | a           | Modalità   |
| -------- | ------------------- | ----------- | ---------- |
| C        | Jackichand Singh    | Mumbai City | Definitivo |
| C        | Amarjit Singh Kiyam | FC Goa      | Definitivo |

## Risultati

### Indian Super League
| Arbitro: | Kumar S. |

|                     |           |                                 |
| Nerijus Valskis 37’ | Marcatori | 1’ Anirudh Thapa 26’ (Rig) Isma |

| Arbitro: | Mondal P. |

|                                |           |                           |
| Nerijus Valskis 12’ (Rig.) 27’ | Marcatori | 77’, 90+3’ Diego Maurício |

| Arbitro: | Saha R. |

|                     |           |                 |
| Aridane Santana 50’ | Marcatori | 85’ Stephen Eze |

| Arbitro: | Srikrishna C. |

|                          |           |                 |
| Nerijus Valskis 30’, 66’ | Marcatori | 80’ Roy Krishna |

| Mormugao 10 dicembre 2020, ore 19:00 UTC+5:30 5ª giornata | East Bengal    | 0 – 0 referto | Jamshedpur | Tilak Maidan Stadium (0 spett.)\| Arbitro: \| Kumar Gupta R. \| |
| Arbitro:                                                  | Kumar Gupta R. |               |            |                                                                 |

| Arbitro: | Srikrishna C. |

|                         |           |                    |
| Bartholomew Ogbeche 15’ | Marcatori | 9’ Nerijus Valskis |

| Arbitro: | Arumughan R. |

|  |           |                   |
|  | Marcatori | 53’ Aniket Jadhav |

| Arbitro: | Arumughan R. |

|                 |           |                              |
| Stephen Eze 33’ | Marcatori | 64’ (Rig.) 90+5’ Igor Angulo |

| Arbitro: | Meitei A. |

|  |           |                 |
|  | Marcatori | 79’ Stephen Eze |

| Arbitro: | Meitei A. |

|                          |           |                                             |
| Nerijus Valskis 36’, 84’ | Marcatori | 22’ Costa Nhamoinesu 79’, 82’ Jordan Murray |

| Arbitro: | Kumar Gupta R. |

|                                        |           |  |
| Jorge Ortiz 19’, 52’ Iván González 89’ | Marcatori |  |

| Arbitro: | Crystal J. |

|                   |           |                                      |
| Peter Hartley 89’ | Marcatori | 36’ Ashutosh Mehta 61’ Deshorn Brown |

| Mormugao 24 gennaio 2021, ore 12:30 UTC+5:30 14ª giornata | Jamshedpur | 0 – 0 referto | Hyderabad | Tilak Maidan Stadium (0 spett.)\| Arbitro: \| Gupta R. \| |
| Arbitro:                                                  | Gupta R.   |               |           |                                                           |

| Bambolim 27 gennaio 2021, ore 15:00 UTC+5:30 15ª giornata | Kerala Blasters | 0 – 0 referto | Jamshedpur | GMC Stadium (0 spett.)\| Arbitro: \| Srikrishna C. \| |
| Arbitro:                                                  | Srikrishna C.   |               |            |                                                       |

| Arbitro: | Kumar S. |

|  |           |                     |
|  | Marcatori | 41’ Mobashir Rahman |

| Arbitro: | Crystal J. |

|                   |           |                                           |
| Peter Hartley 83’ | Marcatori | 6’ Matti Steinmann 68’ Anthony Pilkington |

| Arbitro: | Kumar Gupta R. |

|  |           |                  |
|  | Marcatori | 90’ David Grande |

| Arbitro: | Kundu H. |

|                 |           |  |
| Roy Krishna 85’ | Marcatori |  |

| Arbitro: | Kundu H. |

|                                    |           |  |
| Boris Singh 72’ David Grande 90+1’ | Marcatori |  |

| Arbitro: | Arumughan R. |

|                                                        |           |                                     |
| Stephen Eze 16’ Seiminlen Doungel 34’ David Grande 40’ | Marcatori | 62’ Fran González 71’ Sunil Chhetri |

### Andamento in campionato
| Giornata  | 1 | 2 | 3 | 4 | 5 | 6 | 7 | 8 | 9 | 10 | 11 | 12 | 13 | 14 | 15 | 16 | 17 | 18 | 19 | 20 | 21 | 22 |
| --------- | - | - | - | - | - | - | - | - | - | -- | -- | -- | -- | -- | -- | -- | -- | -- | -- | -- | -- | -- |
| Luogo     | C | C | T | C | T | T | T | C | T | X  | C  | T  | C  | C  | T  | T  | C  | T  | T  | C  | X  | C  |
| Risultato | P | N | N | V | N | N | V | P | V | X  | P  | P  | P  | N  | N  | V  | P  | V  | P  | V  | X  | V  |
| Posizione | 8 | 7 | 7 | 7 | 7 | 7 | 5 | 6 | 4 | 4  | 5  | 7  | 8  | 8  | 8  | 7  | 7  | 6  | 7  | 6  | 6  | 6  |

Legenda:

Luogo: C = Casa; T = Trasferta. Risultato: V = Vittoria; N = Pareggio; P = Sconfitta.